# Campeonato Sul-Americano de Futebol Sub-19 de 1964
O Campeonato Sul-Americano de Futebol Juvenil de 1964 foi a terceira edição dessa competição organizada pela Confederação Sul-Americana de Futebol (CONMEBOL), na época para jogadores com até 19 anos de idade. Realizou-se entre os dias 12 de janeiro e 2 de fevereiro em quatro cidades da Colômbia: Cali, Barranquilla, Bogotá e Medellín.
O Uruguai sagrou-se campeão do torneio pela terceira vez (em três edições), marcando sua hegemonia nos primeiros anos de competição. A equipe foi a que acumulou o maior número de pontos ao final de seis partidas disputadas.

## Equipes participantes
Sete das dez equipes filiadas a CONMEBOL participaram do torneio. Brasil, Bolívia e Equador estiveram ausentes, enquanto que Paraguai e Colômbia voltaram a participar após desistirem da edição anterior seis anos antes.
Grupo único
- Argentina
- Chile
- Colômbia
- Paraguai
- Peru
- Uruguai
- Venezuela

## Fase única
Nota: Na época a vitória valia dois (2) pontos.
| Time      | Pts | J | V | E | D | GP | GC | SG |
| --------- | --- | - | - | - | - | -- | -- | -- |
| Uruguai   | 9   | 6 | 4 | 1 | 1 | 8  | 5  | +3 |
| Paraguai  | 7   | 6 | 3 | 1 | 2 | 6  | 4  | +2 |
| Colômbia  | 7   | 6 | 2 | 3 | 1 | 6  | 5  | +1 |
| Chile     | 7   | 6 | 2 | 3 | 1 | 6  | 6  | 0  |
| Peru      | 5   | 6 | 2 | 1 | 3 | 7  | 9  | -2 |
| Argentina | 4   | 6 | 1 | 2 | 3 | 4  | 5  | -1 |
| Venezuela | 3   | 6 | 0 | 3 | 3 | 3  | 6  | -3 |

| 12 de janeiro, 1964  |     |           |  |              |
| Argentina            | 0–1 | Paraguai  |  | Cali         |
| Chile                | 1–1 | Uruguai   |  | Cali         |
| Colômbia             | 1–1 | Venezuela |  | Cali         |
| 15 de janeiro, 1964  |     |           |  |              |
| Argentina            | 2–0 | Chile     |  | Cali         |
| Uruguai              | 2–1 | Venezuela |  | Cali         |
| Colômbia             | 2–1 | Peru      |  | Cali         |
| 19 de janeiro, 1964  |     |           |  |              |
| Argentina            | 0–1 | Uruguai   |  | Cali         |
| Colômbia             | 0–0 | Paraguai  |  | Cali         |
| Chile                | 2–1 | Peru      |  | Cali         |
| 22 de janeiro, 1964  |     |           |  |              |
| Argentina            | 0–0 | Venezuela |  | Barranquilla |
| Chile                | 2–1 | Paraguai  |  | Barranquilla |
| Peru                 | 2–1 | Uruguai   |  | Barranquilla |
| 26 de janeiro, 1964  |     |           |  |              |
| Colômbia             | 2–1 | Argentina |  | Bogotá       |
| Paraguai             | 2–0 | Peru      |  | Bogotá       |
| Chile                | 0–0 | Venezuela |  | Bogotá       |
| 29 de janeiro, 1964  |     |           |  |              |
| Colômbia             | 1–1 | Chile     |  | Medellín     |
| Uruguai              | 2–1 | Paraguai  |  | Medellín     |
| Peru                 | 2–1 | Venezuela |  | Medellín     |
| 2 de fevereiro, 1964 |     |           |  |              |
| Argentina            | 1–1 | Peru      |  | Cali         |
| Paraguai             | 1–0 | Venezuela |  | Cali         |
| Uruguai              | 1–0 | Colômbia  |  | Cali         |

| Campeão           |
| ----------------- |
| URUGUAI 3º título |